# Floris II van Pallandt
Pour les articles homonymes, voir Pallandt.
Floris van Pallandt (Culemborg, 23 janvier 1577 - Culemborg, 4 juin 1639) était le deuxième comte et dix-septième seigneur de Culemborg, seigneur libre de Pallandt, Wittem et Weerd, seigneur de Weerderbroek, Engelsdorff, Kintzweiler, Vrechen, Bachum, Wildenborch, Eck, Maurik, Homoet, Ommeren, Dalem, Eem, Eemkerk, Upalm, Opalm et Vroenstaeterweerdt.

## Biographie
Il est né au château de Culemborg, qui était alors réquisitionné et investi par les Espagnols. Ses parents étaient Floris van Pallandt, premier comte de Culemborg, et Philippa Sidonia van Manderscheidt. Il succède à son père comme comte et seigneur de Culemborg après sa mort le 29 septembre 1598.
Pendant ses études, il a fait un Grand Tour. À la fin de 1596, il se rend dans le Saint Empire avec le professeur Hermannus Modet. Dans les années 1597 et 1598, il resta à Kniphausen avec son cousin Ico. Son père et Ico ont tenté en vain de demander aux comtes de Van der Lippe et de Van Lunenberg la main d'une de leurs filles.
Le 22 février 1601, il épousa Catharina van den Bergh (1578-1640), fille de Guillaume IV van den Bergh et de Marie de Nassau, la sœur aînée de Guillaume d'Orange.
Il est devenu le premier délégué de la région souveraine de Gueldre et Zutphen aux États généraux de la République des Sept Provinces-unies à partir de 1617 à La Haye. Van Pallandt s'est ensuite rangé du côté de Johan van Oldenbarnevelt. Il a été nommé commissaire sur le terrain et à ce titre, il a participé aux campagnes militaires du prince Frédéric Henri d'Orange.
Au début des années 1630, il commande cinq grands tableaux (quatre mesurant environ 3,1 m de hauteur) au peintre Dirk van Delen. Ces œuvres seront installées à La Haye, dans une maison appartenant au comte Floris II. Cette commande permettra à ce peintre d'être mis en évidence et de promouvoir ponctuellement sa renommée.
Son mariage est resté sans enfant. Au siège de comte, il a été remplacé par un petit-fils de sa tante Elisabeth.

## Sources
- Manen, Kosterus Gerardus (2001) Verboden en getolereerd: een onderzoek naar Lutheranen, Lutheranisme en lutherse gemeentevorming in Gelderland ten tijde van de Republiek (dissertatie), Vereniging Gelre, p.495.
- Schotel, Gilles Denys Jacob (1846) Floris I. en II. van Pallant Graven van Culemborg, Is. An. Nijhoff, p.85. À consulter via Google Books.